# Frognerseteren

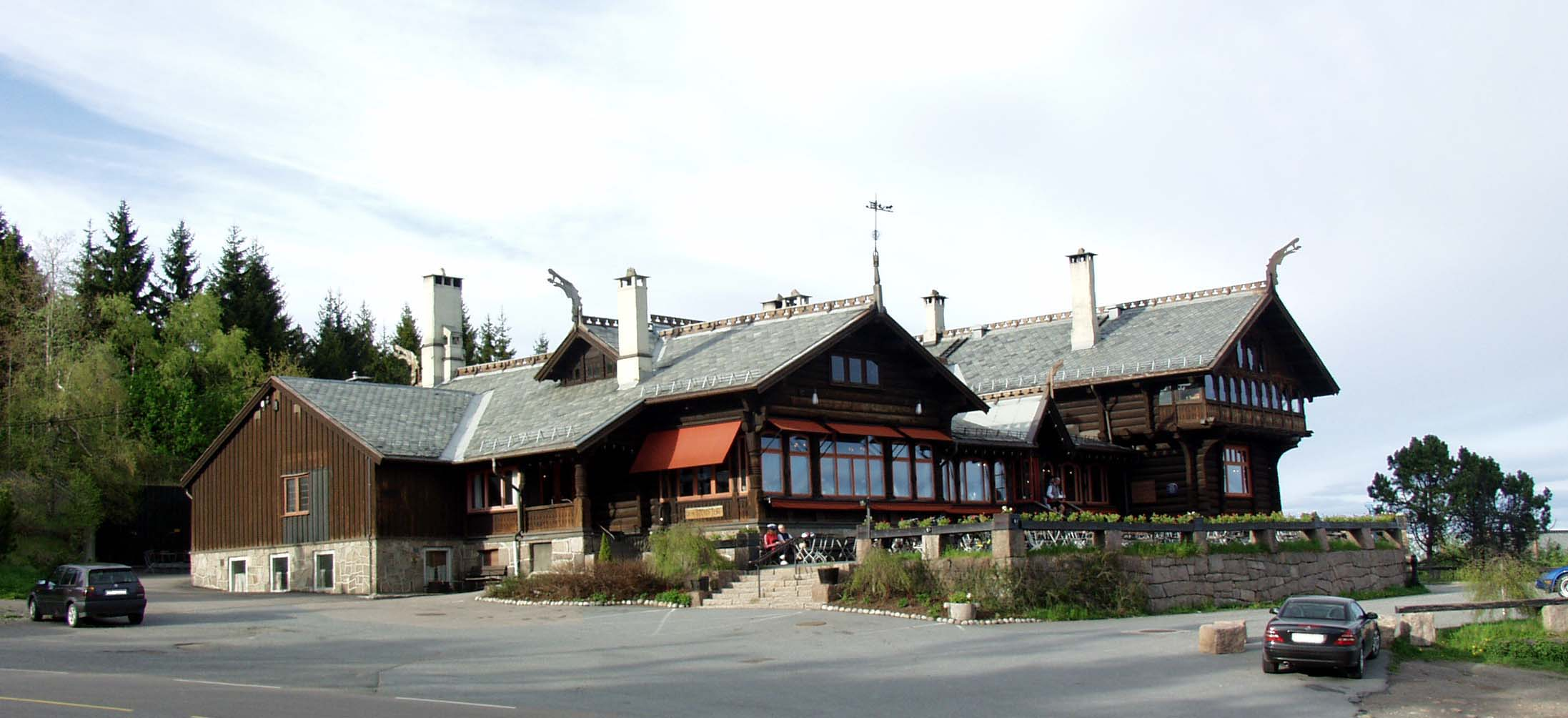
Frognerseteren

Frognerseteren är en kulturgård i skogsområdet Nordmarka i utkanten av Oslo, på Tryvannhøyden, även kallad Tryvasshøgda och Tryvasshøyden. I dag ett populärt rastställe, skapat som sommarställe av finansmannen Thomas Johannessen Heftye efter att denne 1865 köpt marken. Denne var i slutet av 1800-talet en ledande person inom träindustri och bankrörelse i Oslo.
Det finns flera platser kring Oslo med 'seter' i namnet. Förutom Frognerseteren finns till exempel Lambertseter. En 'seter' (svenska: säter) var ofta högt belägna, betesområden som tillhörde närliggande lantbruksfastigheter.

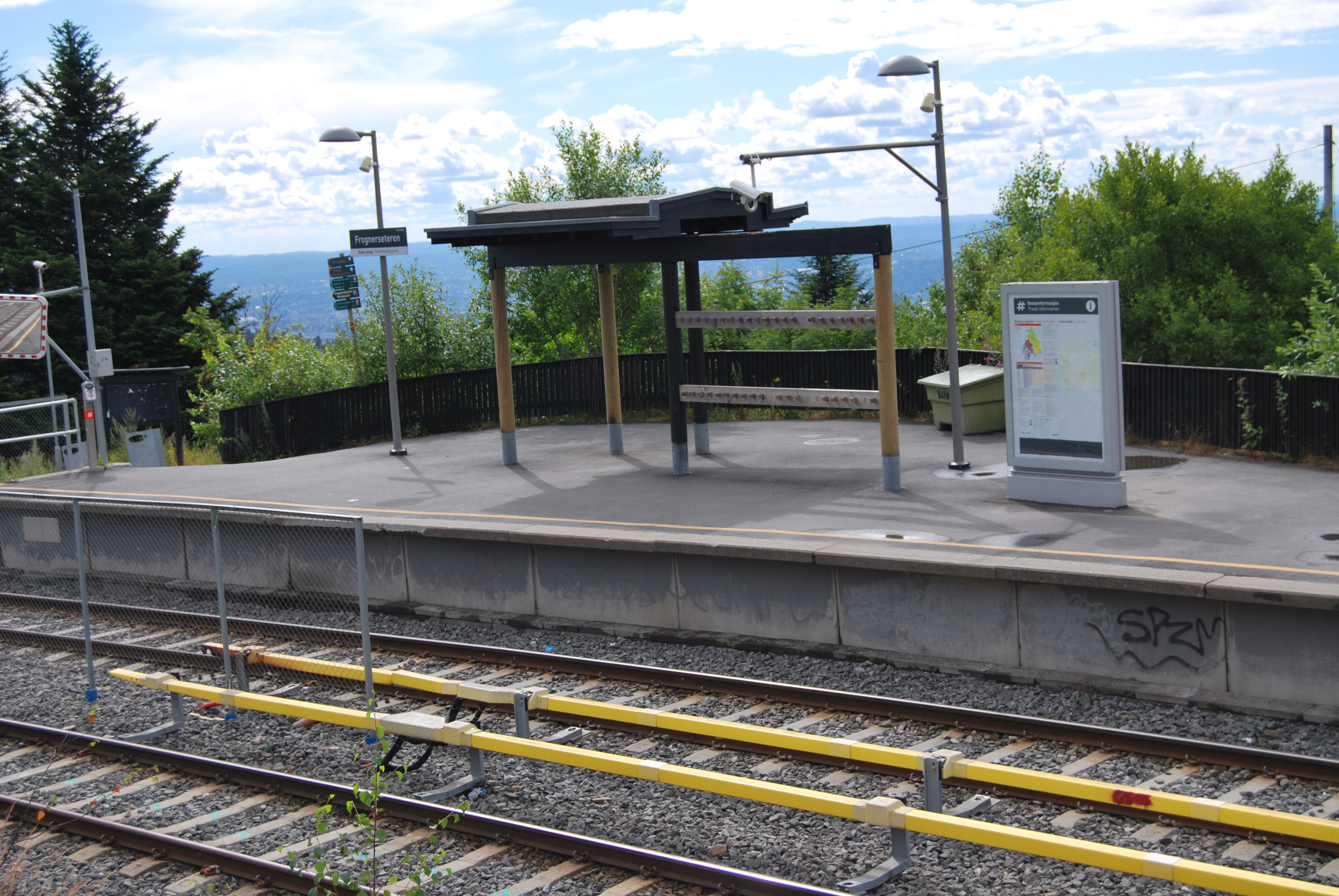
Stationen Frognerseteren.

Holmenkollbanan har sin ändstation vid Frognerseteren.